# Koninklijke Harmonie Oefening & Uitspanning
Koninklijke Harmonie Oefening en Uitspanning is een harmonieorkest uit Beek en Donk en komt uit in de concertafdeling van de KNFM, de hoogste afdeling voor harmonieorkesten. De Harmonie O&U heeft een onafhankelijk intern opleidingsinstituut, dat ook een leerlingen- en jeugdorkest omvat. Het spelen in het orkest blijkt voor diverse muzikanten zodanig stimulerend te zijn dat zij een vakstudie aan het conservatorium gaan volgen. 
Harmonie O&U heeft een aantal professionele musici in de gelederen, die ook als solist hun bijdrage hebben geleverd aan diverse concerten. De samenstelling en het repertoire van het orkest en de vakkundige leiding missen hun aantrekkingskracht niet op talentvolle muzikanten uit de omgeving. Zij zien het grote orkest als een goede leerschool en een aanvulling op hun al dan niet professionele muzikale activiteiten.
Het repertoire dat O&U op concerten ten gehore brengt varieert van klassieke en romantische werken tot lichte moderne muziek. Werken van Händel, Berlioz, Mendelssohn, Bruckner, Ravel, Moessorgski, Mahler, Strauss en vele anderen, maar ook muziek uit de 20e eeuw, zoals Apotheosis of this Earth van Karel Husa en wat dacht u van Bernsteins Symfonische dansen uit de West Side Story en Kodály's Hary Janos suite. Naast deze "serieuze" muziek wordt ook een plaats ingeruimd voor lichte muziek. Een voorbeeld hiervan vinden we in de Suite voor Jazz Ensemble and Band van Jurriaan Andriessen. 